# DIR-Kuppler
DIR-Kuppler (DIR=Developer Inhibitor Releasing) sind Substanzen, die bei der Farbfilmentwicklung verwendet werden.
Sie setzen bei Reaktion mit oxidiertem Entwickler eine Verbindung frei, die von stärker belichteten Bereichen in Zonen geringerer Belichtung wandert, um dort den Entwicklungsvorgang zu bremsen. Dadurch kommt es zu einer schärferen Kantenbildung zwischen hellen und dunkeln Bildpartien mittels zusätzlicher Farbstoffbildung an den Abgrenzungen, was somit zur Steigerung des Schärfeeindrucks führt. Auch Körnigkeit und Farbbrillanz werden durch diesen Regelprozess entscheidend verbessert.